# AMPL
AMPL (англ. A Mathematical Programming Language, буквально «мова математичного програмування») — мова алгебраїчного моделювання для описування і розв'язування задач високої складності для великомасштабних математичних обчислень (наприклад, великомасштабної оптимізації і задач планування). Вона була розроблена англ. Robert Fourer, англ. David Gay і Браяном Керніганом у Bell Laboratories. AMPL підтримує дюжину розв'язувачів, як з відкритим вихідним кодом, так і комерційних, у тому числі CBC, CPLEX, FortMP, Gurobi, MINOS, IPOPT, SNOPT і KNITRO. Задачі передаються розв'язувачам як nl файли.
Особливою перевагою AMPL є подібність її синтаксису і математичного запису задач оптимізації. Це дозволяє сформулювати дуже коротко і легко для читання задачу в галузі оптимізації. Багато сучасних розв'язувачів, що доступні на сервері NEOS наданому Аргонською національною лабораторією, сприймають введення моделей на AMPL. За даними статистики NEOS AMPL є найпопулярнішим форматом для представлення задач математичного програмування.

## Особливості
AMPL підтримує широкий діапазон типів задач, у тому числі:
- Лінійне програмування
- Квадратичне програмування
- Нелінійне програмування
- Частково цілочисельне програмування
- Частково цілочисельне квадратичне програмування з (або без) опуклими квадратичними обмеженнями
- Частково цілочисельне нелінійне програмування
- Глобальна оптимізація
- Напіввизначене програмування задач з білінійними матричними нерівностями
- Задачі доповнюваності (MPECs) в дискретних або неперервних змінних

AMPL викликає розв'язувача в окремому процесі, що має такі переваги:
- збої розв'язувача не впливають на інтерпретатора
- 32-розрядна версія AMPL може використовуватися з 64-бітного розв'язувача, і навпаки.

## Доступність

Статистика входу NEOS за січень 2011.

AMPL доступна для багатьох популярних 32- і 64-бітових платформ, включаючи Linux, Mac OS X і Windows. Сам транслятор є пропрієтарним програмним забезпеченням, що в наш час[коли?] підтримується AMPL Optimization LLC. Однак існує декілька онлайн-послуг, що забезпечують безплатні можливості моделювання і розв'язування з використанням AMPL. Також доступна для студентів безкоштовна версія з обмеженими функціональними можливостями.
Бібліотека AMPL Solver Library (ASL), яка дозволяє читати nl-файли і забезпечує автоматичне диференціювання функцій, має відкритий вихідний код. Вона використовується в багатьох розв'язувачах для здійснення зв'язку з AMPL.

## Історія
У цій таблиці представлено значні події в історії AMPL.
| Рік  | Основна подія |
| ---- | --- |
| 1985 | Розроблено і реалізовано AMPL |
| 1990 | Опубліковано статтю з описом мови моделювання AMPL у Management Science |
| 1991 | AMPL підтримує нелінійне програмування й автоматичне диференціювання |
| 1993 | Роберт Форер, Девід Гей і Брайан Керніган були нагороджені премією ORSA/CSTS від Operations Research Society of America за праці з розробки математичних систем програмування і мови моделювання AMPL |
| 1995 | Розширення для представлення кусково-лінійних і мережевих структур |
| 1995 | Скриптові конструкції |
| 1997 | Розширено підтримку для нелінійного розв'язувача |
| 1998 | AMPL підтримує задачі взаємодоповнюваності |
| 2000 | Доступ до реляційних баз даних та електронних таблиць |
| 2005 | Відкрито Google-групу AMPL Modeling Language |
| 2008 | Kestrel: Введено AMPL-інтерфейс для сервера NEOS |